# ヴィルジニオ・ファサン (フリゲート・2代)
ヴィルジニオ・ファサン（イタリア語：Virginio Fasan, F 591）は、イタリア海軍が採用したFREMM計画のカルロ・ベルガミーニ級フリゲート (2代)の2番艦。同級のなかでは対潜型として建造される。艦名は第二次世界大戦期にドイツ軍と戦い戦死したヴィルジニオ・ファサン三等技術曹長（Virginio Fasan, Capo meccanico di 3^ classe）に由来し、この名を受け継いだイタリアの艦艇としては2代目にあたる。

## 艦歴
「ヴィルジニオ・ファサン」は、フィンカンティエリ社のリヴァ・トリゴソ造船所で2009年9月12日に起工し、2012年3月31日に進水、2013年12月19日に就役する。進水式では国防参謀総長ビアージョ・アブラテ陸軍大将（Biagio Abrate）と海軍参謀総長ルイージ・ベネリ・マンテリ海軍大将（Luigi Binelli Mantelli）およびフィンカンティエリ社のジュゼッペ・ボーノ常務（Giuseppe Bono）が臨席の下で挙行され、ラ・スペツィアに母港を置く。
2013年12月19日の就役以来、第2海軍グループに属している。2015年10月には地中海を航行していたアフリカ難民を救助している。
2023年からは、欧州連合の「アスピデス作戦」の一環として紅海に派遣されている。2024年4月29日には、フーシ派の無人航空機を76mm砲で撃墜した。